# Johann Wolfgang Textor

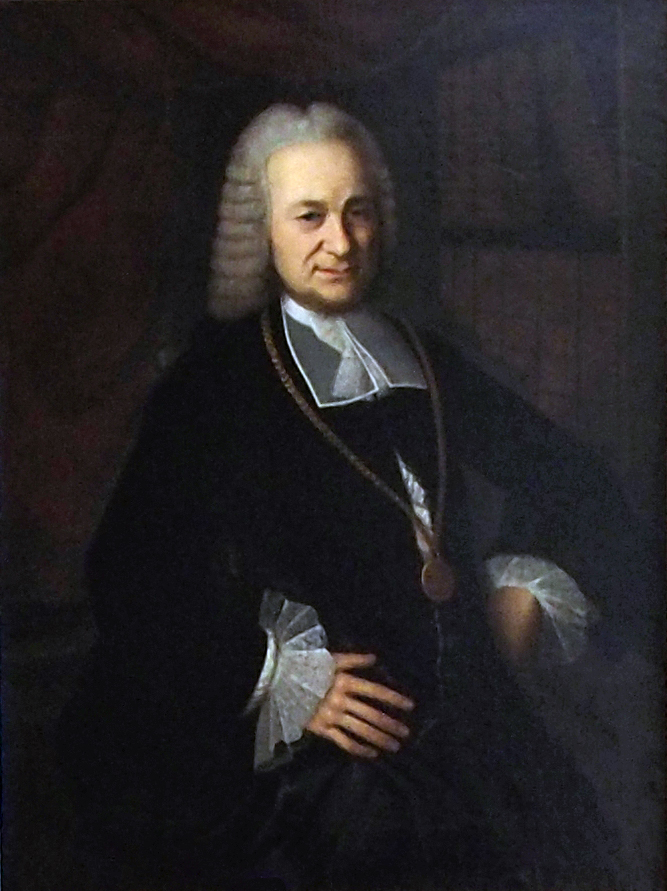
Johann Wolfgang Textor (1763)

Johann Wolfgang Textor (de Jongere) (Frankfurt am Main, 11 december 1693 - Frankfurt am Main, 6 februari 1771), was een Duits politicus die burgemeester van Frankfurt am Main is geweest. Hij is vooral bekend geworden als grootvader van Johann Wolfgang von Goethe.

## Levensloop
Textor stamde uit een welvarende familie die oorspronkelijk uit het Hohenloher land kwam. Zijn grootvader Johann Wolfgang Textor de Oudere (1638-1701) vestigde zich aan het einde van de 17de eeuw in Frankfurt am Main en werd in 1691 stadssyndicus. Zijn zoon, Christoph Heinrich Textor (1666-1716), de vader van Johann Wolfgang Textor de Jongere, was jurist en getrouwd met Maria Katharina Appel (1665-1741), dochter van burger in Frankfurt am Main Johann Nikolaus Appel (1627-1702) en Anna Maria Walther (1633-1713).
Johann Wolfgang Textor bezocht vanaf 1702 het Lessing Gymnasium en studeerde daarna rechten aan de Universiteit van Altdorf, waar zijn grootvader jarenlang hoogleraar was geweest. Ook studeerde hij aan de Universiteit van Gießen. Na zijn promotie tot Dr. jur. (1721) werkte hij voor het Rijkskamergerecht van Wetzlar. Op 2 februari 1726 trouwde hij met Anna Margaretha Lindheimer (1711-1783), dochter van de procureur van het Rijkskamergerecht Dr. jur. Cornelius Lindheimer (1671-1722) en Elisabeth Catharina (Juliana) Seip (1680-1759).
Johann Wolfgang Textor werd op 16 december 1721 in de Frankfurter Rat gekozen, hoewel hij toentertijd niet het burgerrecht van de stad bezat. Dit leidde tot conflicten met de burgerlijke fractie (Bank). In 1731 werd hij schepen en van 1737 tot 1738, van 1741 tot 1742 en van 1743 tot 1744 was hij burgemeester (Ältere Bürgermeister) van Frankfurt am Main.
Op 10 augustus 1747 werd hij stadsschout voor het leven (Stadtschultheiß auf Lebenszeit) en werd hem de titel van werkelijke geheimraad des keizers (kaiserlichen wirklichen Rates) verleend. Als stadsschout bekleedde hij de belangrijkste rechterlijke functie van de stad.
Als politicus behoorde Textor tot pro-Oostenrijkse fractie en verschilde alszodanig sterk van mening met zijn schoonzoon, Johann Caspar Goethe, die pro-Pruisisch was.
Door zijn tegenstanders omschreven als corrupt en ijdel, omschreef zijn kleinzoon Goethe hem als een rustige en intelligente oude man die zich in zijn vrije bezighield met het kweken van perziken en anjers.
Johann Wolfgang Textor overleed op 77-jarige leeftijd.

## Privé

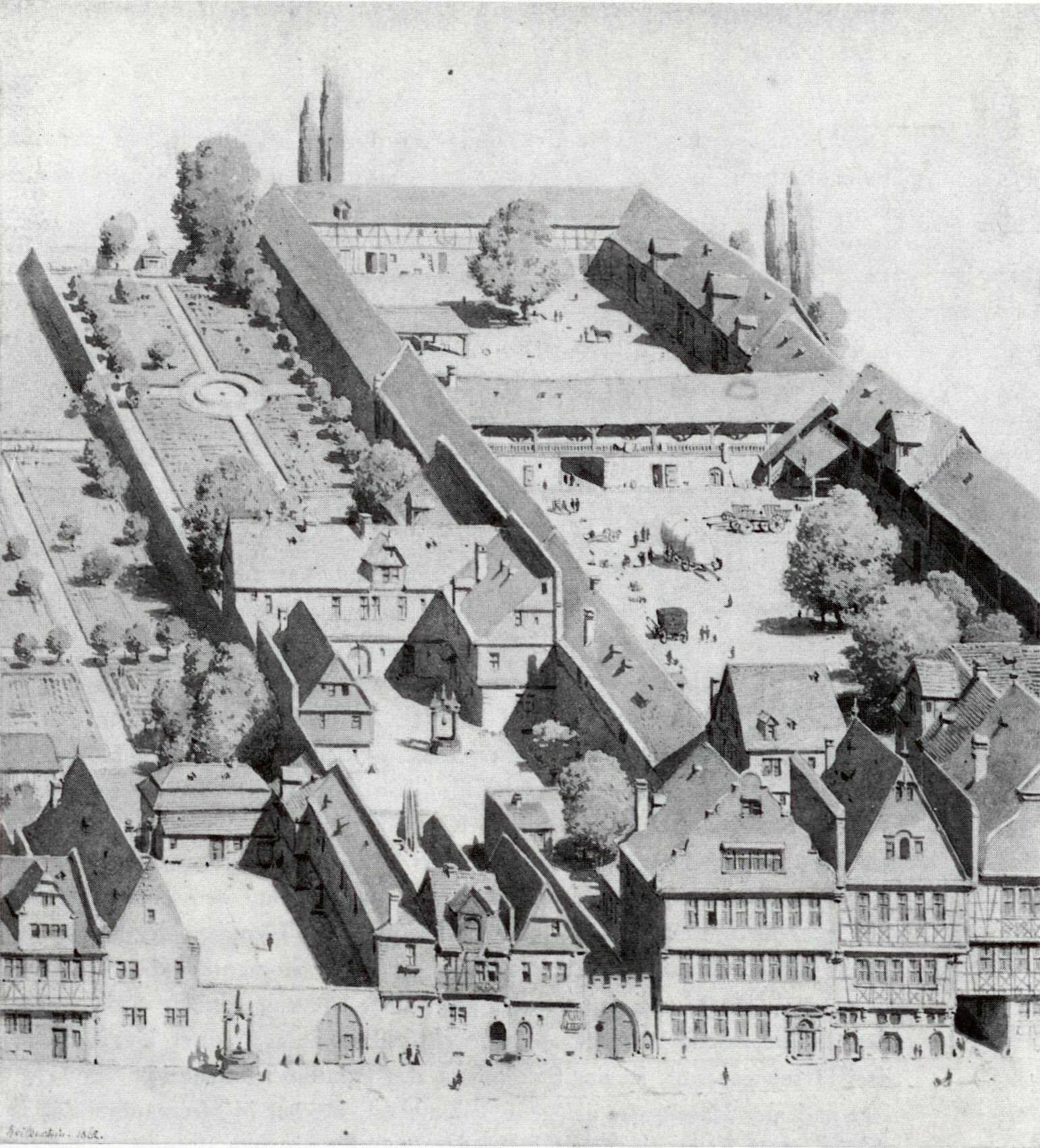
Textor Haus, woonhuis van Johann Wolfgang Textor

Johann Wolfgang Textor bewoonde een grote stadswoning, het Textor Haus genaamd. Hij had het huis met zijn talrijke gangen, binnenhoven, woonruimten en bijgebouwen geërfd van zijn schoonvader.
Ondanks de rijkdom en de macht van de familie Textor, werden zij niet toegelaten tot het patriciaat, ondanks het feit dat Johann Wolfgang Textor als geheimraad des keizers in rang gelijk was aan de patriciërs.
Uit zijn huwelijk met Anna Margaretha Lindheimer vijf kinderen geboren die de volwassen leeftijd bereikten:
1. Katharina Elisabeth (1731-1808), trouwde in 1748 met de keizerlijke geheimraad Johann Caspar Goethe (1710-1782). Zij waren de ouders van Johann Wolfgang von Goethe
2. Johanna Maria (1734-1823), trouwde met de rijke Georg Adolf Melber
3. Anna Maria (*1738), trouwde met dominee Johann Jakob Stark van de Sint Catharina Kerk
4. Johann Jost (1739-1792), de enige zoon van het echtpaar, trouwde in 1766 met Maria Margaretha Möller en was raadslid, tweede burgemeester (1783) en scheppen (1788)
5. Anna Christina (*1743), trouwde met de stadscommandant Georg Heinrich Cornelius Schuler